# Souljaboytellem.com
Souljaboytellem.com jest debiutanckim albumem amerykańskiego rapera Soulja Boya, wydanym 2 października 2007 roku. Autorem większości utworów był sam raper, używając przy tym programu FL Studio.

## Sprzedaż
Souljaboytellem.com zadebiutował na #4 miejscu listy Billboard 200 ze sprzedażą 117.000 egzemplarzy w pierwszym tygodniu. Do października 2008 roku sprzedał się w ponad 949.000 kopiach w samych Stanach Zjednoczonych według danych Nielsen Soundscan.

## Lista utworów
1. "Intro" 0:59
2. "Crank That (Soulja Boy)" 3:41
3. "Sidekick" 3:59
4. "Snap and Roll" 4:45
5. "Bapes" (feat. Arab) 3:54
6. "Let Me Get 'Em" 3:23
7. "Donk" 3:15
8. "Yahhh!" (feat. Arab) 3:11
9. "Pass It to Arab" (feat. Arab)	Arab	3:57
10. "Soulja Girl" (feat. i15) 3:07
11. "Booty Meat" 	Soulja Boy	3:36
12. "Report Card" (feat. Arab) 3:44
13. "She Thirsty" 3:39
14. "Don't Get Mad" 4:23
15. "Nope" (iTunes Bonus track) 2:35

## Pozycje na listach
| Lista (2008)                          | Pozycja |
| ------------------------------------- | ------- |
| U.S. Billboard 200                    | 4       |
| U.S. Billboard Top R&B/Hip-Hop Albums | 4       |
| U.S. Billboard Top Rap Albums         | 1       |
| New Zealand Albums chart              | 9       |